# Allison Pottinger
Allison Pottinger (nacida Allison Darragh, Brampton, Canadá, 5 de julio de 1973) es una deportista estadounidense que compitió en curling.
Ganó cuatro medallas en el Campeonato Mundial de Curling entre los años 1996 y 2006.

## Palmarés internacional
| Campeonato Mundial | Campeonato Mundial      | Campeonato Mundial | Campeonato Mundial |
| Año                | Lugar                   | Medalla            | Prueba             |
| ------------------ | ----------------------- | ------------------ | ------------------ |
| 1996               | Hamilton (Canadá)       | Medalla de plata   | Equipo             |
| 1999               | Saint John (Canadá)     | Medalla de plata   | Equipo             |
| 2003               | Winnipeg (Canadá)       | Medalla de oro     | Equipo             |
| 2006               | Grande Prairie (Canadá) | Medalla de plata   | Equipo             |